# Wilhelm Oncken
Wilhelm Oncken (19. december 1838 i Heidelberg – 11. august 1905 i Giessen) var en tysk historiker, bror til August Oncken.
Oncken, der fra 1870 var professor i Giessen, har skrevet Athen und Hellas (2 bind, 1865—66), Die Staatslehre des Aristoteles (2 bind, 1870—75), Österreich und Preussen im Befreiungskriege (2 bind, 1876—79). Han har endelig udgivet den store samling Allgemeine Geschichte in Einzeldarstellungen, hvori han selv har skrevet afsnittene Das Zeitalter Friedrichs des Grossen (2 bind, 1881—82), Das Zeitalter der Revolution, des Kaiserreichs und der Befreiungskriege (2 bind, 1884—86) og Das Zeitalter des Kaisers Wilhelm (2 bind, 1890—92).